# Battle Cruiser Fleet

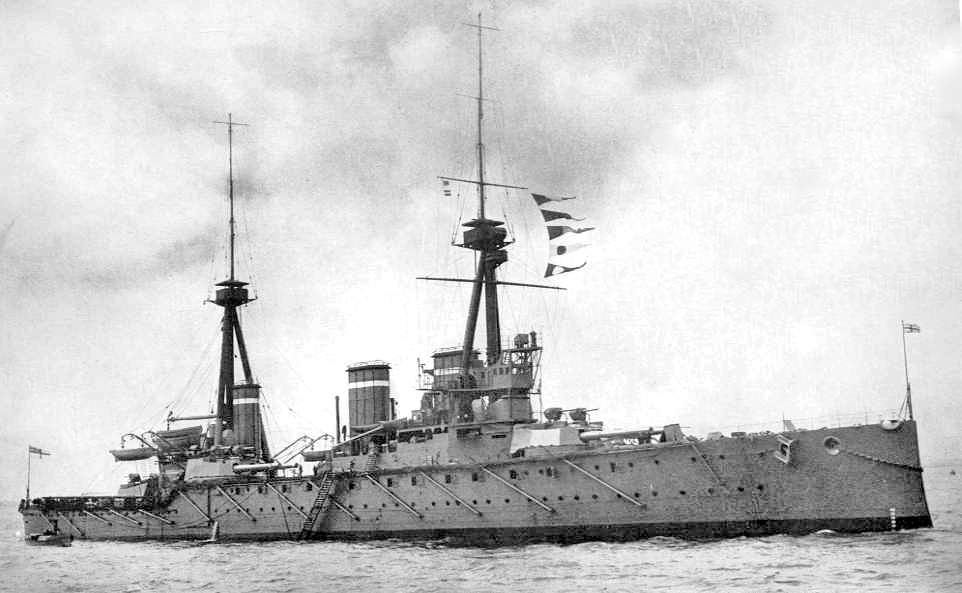
Die 1907 vom Stapel gelaufene Invincible war der erste Schlachtkreuzer der Welt und das Flaggschiff der 3rd Battlecruiser Squadron der Royal Navy. Sie sank während der Skagerrakschlacht …

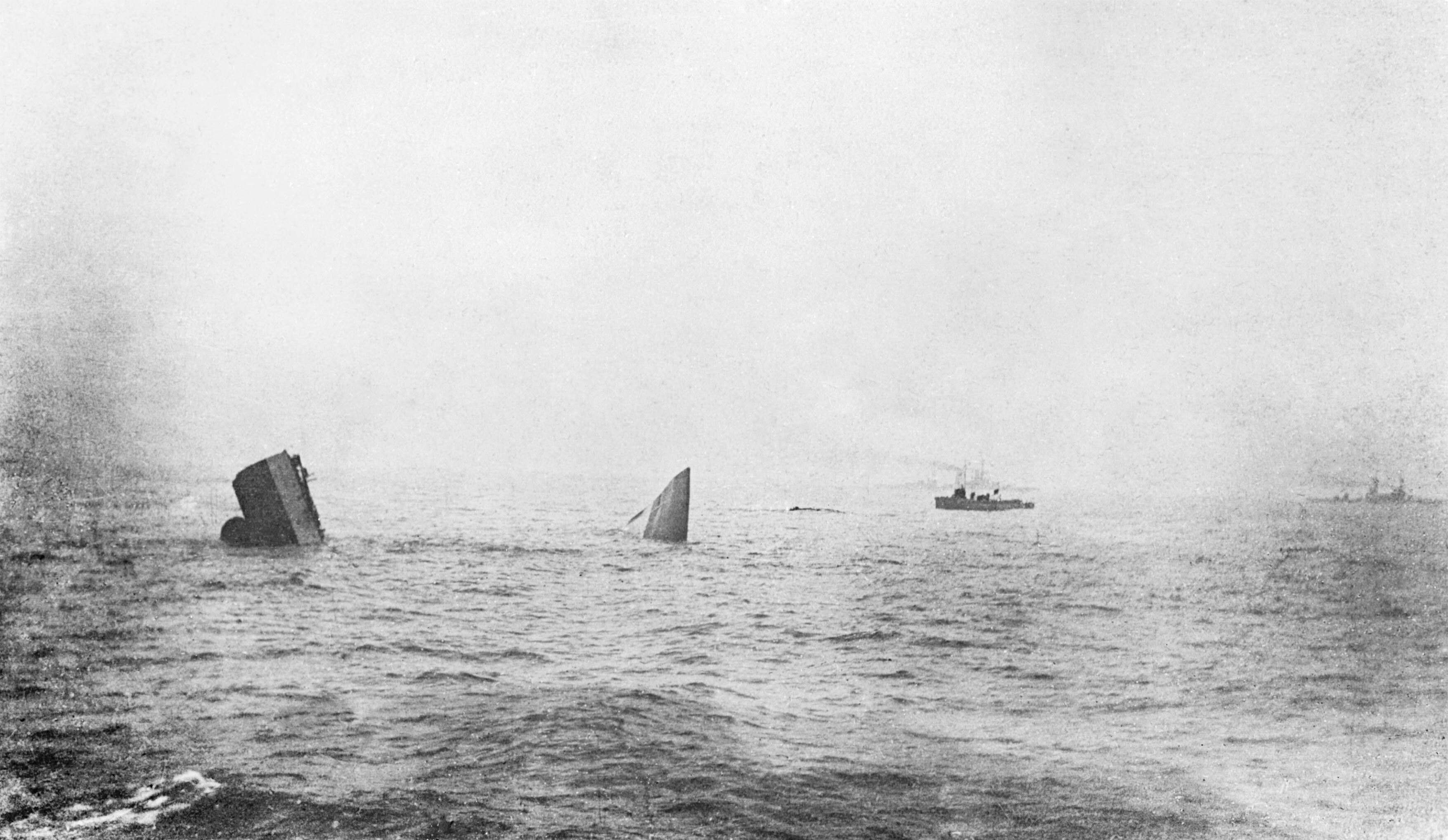
… am 31. Mai 1916. Aufrecht stehender Bug und Heck der auseinandergebrochenen Invincible während ihres Untergangs.

Die Battle Cruiser Fleet (kurz BCF, deutsch „Schlachtkreuzerflotte“), etwas später als Battle Cruiser Force (deutsch etwa „Schlachtkreuzermacht“) bezeichnet, war während des Ersten Weltkriegs und kurz danach ein Flottenverband von schnellen Schlachtkreuzern der britischen Royal Navy.

## Geschichte
Gegründet wurde der Verband am 11. Februar 1915 zum Zweck der Zusammenfassung der bestehenden Schlachtkreuzer-Geschwader (englisch Squadrons). Die Bezeichnung Fleet blieb bis 1916, obwohl sie dem Oberbefehlshaber der Grand Fleet (Großen Flotte) unterstellt war. Vom 31. Mai bis 1. Juni 1916 nahm sie an der Skagerrakschlacht teil, auf Englisch als Battle of Jutland bezeichnet.
Kurz darauf, noch im Juni 1916, wurden die zunächst drei Geschwader, 1st, 2nd, 3rd Battlecruiser Squadrons, der BCF auf zwei reduziert, bevor sie am 29. November 1916 in Battle Cruiser Force umbenannt wurde. Nach dem Krieg, im April 1919, wurde die BCF aufgelöst.

## Kommandeure
| Ab Datum      | Dienstgrad   | Name                 |
| ------------- | ------------ | -------------------- |
| 8. Feb. 1915  | Vice Admiral | Sir David Beatty     |
| 29. Nov. 1916 | Vice Admiral | Sir William Pakenham |
| 28. Feb. 1916 | Vice Admiral | Sir Henry Oliver     |
| 21. März 1919 | Vice Admiral | Sir Roger Keyes      |

## Stabschefs
| Ab Datum  | Dienstgrad | Name                |
| --------- | ---------- | ------------------- |
| Feb. 1915 | Captain    | Rudolf Bentinck     |
| Juni 1916 | Captain    | Hubert Brand        |
| Dez. 1916 | Captain    | Edward Heaton-Ellis |
| Aug. 1917 | Captain    | Hugh Sinclair       |
| Dez. 1918 | Captain    | William Boyle       |